# Іван Анжуйський
Іван Анжуйський (Ιωάννης; 1354–1360) — князь Хорватії, Далмації та Славонії з Анжу-Сицилійської династії, син короля Степана Анжуйського та Маргарити Баварської, старшої доньки Людовика IV, імператора Священної Римської імперії.

## Життєпис
Він був єдиним сином Степана Анжуйського, короля Хорватії, Далмації та Славонії, і Маргарити Баварської, доньки імператора Священної Римської імперії. Степан був молодшим сином короля Угорщини і Хорватії Карла I, титулярного короля Галичини і Володимерії. Іван Анжуйський успадкував королівства свого батька незабаром після його народження. Він також був спадкоємцем свого безсинового дядька Людовика I, короля Угорщини і Польщі, який також підтвердив право Івана на успадкування. Однак, і Людовик I, і Казимир III пережили Івана, який передчасно помер.
Дата і місце народження Івана невідомі. Його батько перебував у Загребі, коли Іван народився. Степан Анжуйський не відвідував Загреб у 1351 і 1352 роках. Сестра Івана, Єлизавета, народилася, швидше за все, у 1353 році. Отже, Іван мав народитися наприкінці 1353 або в 1354 році.
Король Степан помер 9 серпня 1354 р. Іван успадкував князівства свого батька під опікою матері. Його вважали спадкоємцем Людовіка I, який також переконав Казимира III польського короля усиновити Івана в 1355 році. Іван був титулярним князем Славонії, Хорватії та Далмації в 1358 р. Він помер (або був вбитий) у 1360 р.
Права на престол Угорщини та Польщі, а також титули короля Галичини і Володимерії перейшли до його сестри Єлизавети, але через 10 років у їхнього дядька Людовика народилися доньки  Марія Анжуйська і Ядвіга Анжуйська, що й успадкували відповідні титули. 